# Альтадоре
Альтадо́ре (англ. Altadore) — жилой микрорайон в юго-западном секторе Калгари (Альберта). Расположен между 14-й улицей и шоссе Кроучайлд, к югу от микрорайона Саут-Калгари. На юго-востоке его границей служат река Элбоу и парк Ривер.
В микрорайоне, вдоль 33-й и 34-й ЮЗ авеню, расположена зона восстановления деловой активности Марда-Луп.
Альтадоре основан в 1945. В Городском совете Калгари его представляет олдермен 11-го района Брайан Пинкотт. В микрорайоне разработан план перепланировки и новой застройки.
Значение слова «Альтадоре» неясно. Оно может происходить от названия особняка в графстве Уиклоу (Ирландия) или может являться словом-гибридом, первая часть которого происходит либо от «Alta» — старого сокращения названия провинции Альберта,— либо от «alta» — высокий (микрорайон расположен на возвышении),— а вторая часть — от «dore», варианта французского «d'or» — золотой.

## Население
В 2006 численность населения микрорайона составляла 8175 человек. Медианный семейный доход жителей этого микрорайона в 2000 равнялся 53 786 $, а доля жителей микрорайона с низкими доходами составляла 13,6 %. В 2000 11,9 % жителей были иммигрантами. Доля кондоминиумов, или многоквартирных домов, составляла 37,2 %, а 41,2 % жилья сдавалось в аренду.

## Образование
В Альтадоре находятся две школы, находящихся в ведении Калгарийского совета по вопросам образования. В Начальной школе Альтадоре на 16-й ЮЗ улице, открытой в 1952, обучаются дети с детского сада по шестой класс, а школу доктора Оукли на 20-й ЮЗ улице посещают необучаемые дети с третьего по девятый класс. Альтадоре закреплён за младшей средней школой Маунт-Ройал в микрорайоне Маунт-Ройал, и Центральной мемориальной старшей средней школой.
В Альтадоре нет школ, находящихся в ведении Калгарийского католического школьного округа. Отдельные учащиеся посещают начальную и младшую среднюю школу Святого Джеймса и среднюю школу епископа Кэрролла.
В Альтадоре открыто также несколько частных школ, включая Калгарийскую школу Уолдорф и Христианскую школу Гленмор. Некоторое время в микрорайоне находилась и начальная иудейская школа И. Л. Перца, работавшая при поддержке совета по вопросам образования; а после переезда школы в её здании со временем разместилась Калгарийская школа Уолдорф, пока это здание не было снесено в 2004, когда на его месте появился комплекс многоквартирных домов. Школа доктора Оукли когда-то была начальной и младшей средней школой, но в начале 1980-х изменила своё назначение из-за плохой посещаемости.